# 阿尔森茨河畔明希韦勒
阿尔森茨河畔明希韦勒是德国莱茵兰-普法尔茨州的一个市镇。总面积7.09平方公里，总人口1177人，其中男性591人，女性586人（2011年12月31日），人口密度166人/平方公里。